# Cuciurpula
Le site protohistorique de Cuciurpula est implanté entre 955 m et 1085 m d'altitude sur le versant méridional de la Punta di a Cuciurpula (1164 m), point de vigie sur la haute vallée du Rizzanese et les routes vernaculaires de l’estive du Cuscionu.
Situé au cœur des montagnes du sud de la Corse, ce site de l’Alta Rocca sur la microrégion de Corse du sud, se trouve à cheval sur les communes de Serra-di-Scopamène et de Sorbollano.

## Histoire du site et description

### Découverte et campagnes de fouilles
Sa découverte, réalisée par D. Martinetti en 2003, est suivie d’une visite et d'une campagne de fouille en 2007, sous la responsabilité scientifique de Kewin Pêche-Quilichini (d).
Cette visite est suivie d’une caractérisation (prospection et tests d’une structure bâtie et d’un abri) en 2008. À partir de 2009, les travaux effectués sur le site prennent la forme d’une fouille programmée menée, depuis 2010, en collaboration avec le Dipartimento di Etruscologia e di Studi Italici de l’Université de Rome I « La Sapienza » dans le cadre d’une opération tri-annuelle intégrée à la programmation nationale « Les formes de l’habitat » (P15).
Ces travaux permettent de déterminer la fonction principale du site, un habitat, et la chronologie de son occupation/utilisation protohistorique, entre une phase ancienne/médiane du Bronze final et un moment récent au sein du premier âge du fer, avant une reprise sépulcrale de certains abris vers le milieu du second âge du fer.
Le remarquable état de conservation des architectures, couplé à une extrapolation proposée à partir des données issues des fouilles, permet d’inventorier et interpréter en 2010 une quarantaine de constructions comme des habitations.
Une nouvelle phase de fouille est effectuée en septembre 2014. Durant trois semaines, la recherche est focalisée en particulier sur deux maisons sur les quarante découvertes sur le site.

### Description

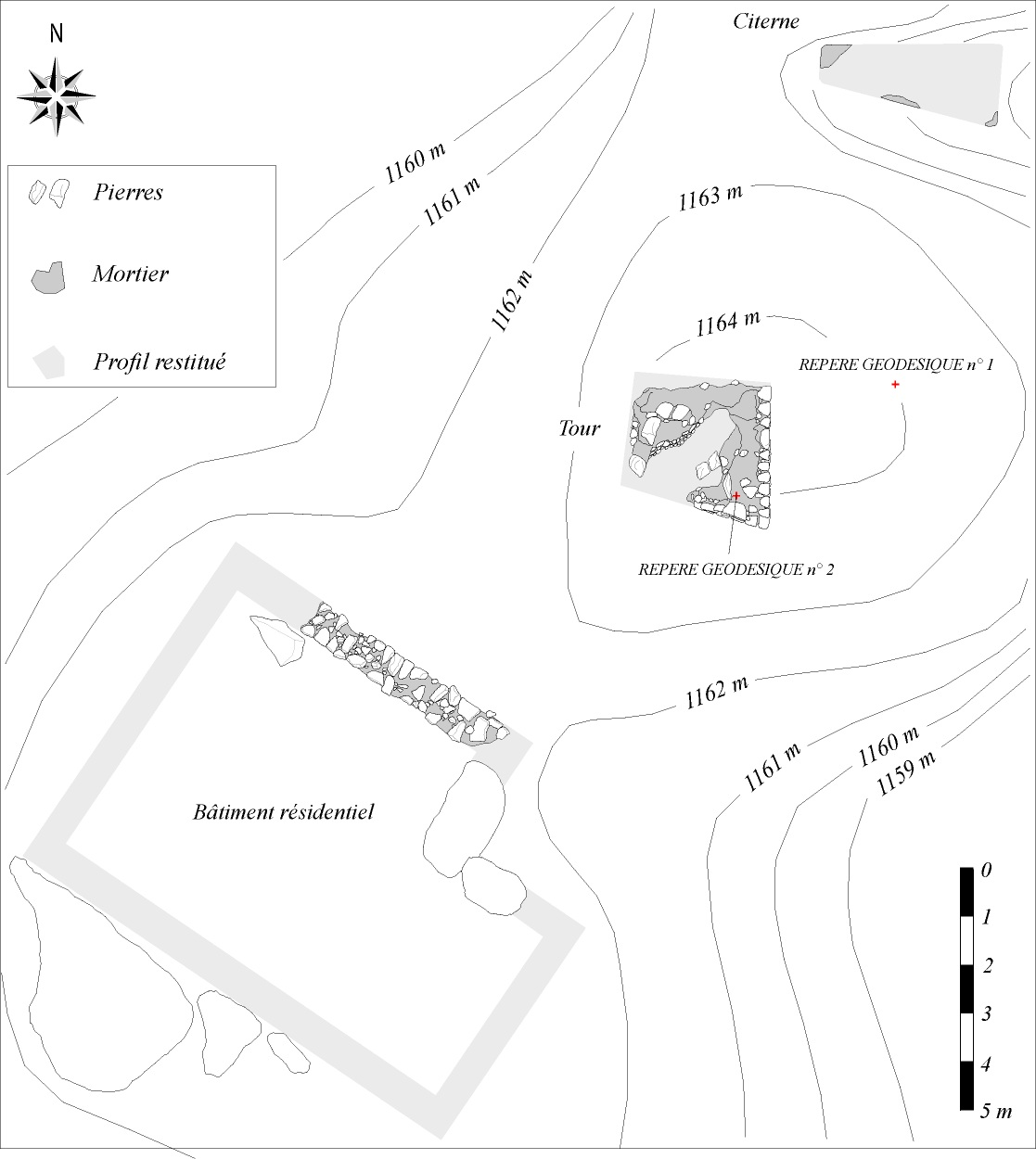
Planimétrie de l'édifice castral

En plus de ces éléments particulièrement structurants dans un espace lâche de 12 hectares en situation de pendage à 20 %, on recense un bâtiment circulaire (structure 22 ou « rotonde »), quelques tronçons d’enceinte, de multiples terrassements, un grand nombre de terrassements de formes et destinations variées, des cheminements aménagés et des centaines d’abris-sous-roche de disposition et dispersion chaotiques, dont beaucoup ont probablement servi de caveaux sépulcraux.
Enfin, une zone de replat au sud-est du site, dégagée de tout chaos de blocs, est interprétée comme un espace anciennement consacré aux activités agricoles, ce qui est suggéré par la fréquence des meules « à va-et-vient » sur bloc mobile de granit leucocrate à cet endroit. L’attractivité de cette rupture de pente, déjà soulignée par la toponymie (Pian’di Monte), est renforcée par l’implantation des charbonniers du XXe siècle. Cet événement constitue le dernier acte marquant d’époque historique à Cuciurpula après le développement de l’édifice castral sommital entre les XIIIe et XVIe siècles, la multiplication des aires de charbonnage « traditionnelles », l’aménagement de constructions agropastorales passées dans la mémoire collective comme i Vaccili et i Purcili près du sommet et l’utilisation des grottes par une poignée de résistants lors du dernier conflit mondial.

## Protohistoire
Cuciurpula offre une vision neuve sur les habitats et les habitations des environs de l’an Mil av. J.-C. Par ses caractéristiques, le site offre une focale d’observation sur des groupes considérant l’espace montagnard comme un élément important au sein du territoire. L’implantation sur un emplacement a priori inhospitalier, en particulier à cause de l’altitude mais aussi et surtout de l’encombrement et de l’intensité des pendages, est d’ailleurs un signe fort de la volonté d’y installer et de développer un lieu de vie, fut-il seulement saisonnier.
L’adaptation a conduit les constructeurs à imaginer des stratagèmes pour y établir leurs maisons ; la recherche et l’optimisation systématiques des replats, l’aménagement des nombreux terrassements et les témoignages d’adaptation des architectures aux formes des affleurements en sont des indices évidents.
Sur le plan chronologique, le principal intérêt du site est de proposer un modèle de maison finalement assez peu évolutif malgré plus d’un demi-millénaire de présence. En revanche, ce qui change et doit en ce sens être souligné, c’est le passage peut-être graduel entre un noyau ancien en situation de semi-perchement et partiellement fortifié par une enceinte typique de l’âge du bronze, le secteur de la maison 6, et un habitat ouvert se distribuant peu à peu sur les pentes à des altitudes moindres.
Cette translation verticale et socio-culturelle de l’habitat, peut-être amplifiée par un vecteur climatique, marque ici le passage entre le modèle du casteddu du Bronze final et celui du village ouvert typique des ambiances méridionales du premier âge du Fer. En termes de chronologie relative, les recherches démontrent la non-contemporanéité des maisons.
Les habitants du Bronze final évoluaient donc dans un site où le nombre d’habitations était probablement assez restreint alors que les populations du premier âge du Fer devaient côtoyer de façon quotidienne les ruines des lieux de vie de leurs aïeux.

## Accès
A pied, en empruntant le circuit de randonnée Mare à Mare Sud depuis Serra-di-Scopamena vers le plateau du Coscione - U Cusciunu. Un projet de sentier archéologique est élaboré en 2019 afin de relier les sites de Cucuruzu, Capula et Cuciurpula depuis le musée archéologique de l'Alta Rocca de Levie.
Plus directement, depuis le centre du village de Serra-di-Scopamena, un nouveau sentier d'interprétation dédié de 5,5 km, sécurisé sur les passages délicats, bien balisé de flèches bleues et de cairns, nommé A Strada di Rinucciu, est proposé depuis 2020 à la promenade en boucle de 3 heures de randonnée de montagne. Ce circuit panoramique sur tout l'Alta Rocca en boucle culturelle, archéologique et historique, sur et autour de la Punta di a Cuciurpula, débute depuis le monument aux morts, proche de la mairie en empruntant une portion du sentier du patrimoine du village.